# Esclerostina
L'esclerostina és una proteïna que en humans està codificada pel gen SOST.
L'esclerostina és una glicoproteïna constituïda per 190 aminoàcids. Està codificada pel gen SOST (nom provinent de SclerOSTin, la denominació de la glicoproteïna en anglès), que es troba localitzat al cromosoma 17. Les seves coordenades exactes en el genoma humà són 17q12-q21. Aquest gen codifica 213 aminoàcids, 23 dels quals són la senyal. El pes molecular d'aquesta glicoproteïna és de 24,031 Da.
L'esclerostina pertany a la família DAN/cerberus, proteïnes caracteritzades per actuar com antagonistes de diferents rutes metabòliques.
Aquesta biomolècula només pot ser sintetitzada pels osteòcits, més específicament la trobem als condròcits hipertròfics, i la seva principal funció té a veure amb el desenvolupament i la remodelació de la massa òssia. S'acostuma a trobar en l'espai extracel·lular, la matriu extracel·lular o l'aparell de Golgi dels osteòcits. Es tracta d'una proteïna sintetitzada per nombroses espècies, és a dir, no només és present en éssers humans.

## Estructura i composició química
L'esclerostina és una biomolècula present en el cos humà constituïda per una proteïna asimètrica formada per un total de 213 residus (23 dels quals formen part de la seqüència senyal) complementats amb glúcids. Aquestes estructures també es coneixen com a glicoproteïnes. A continuació, es mostra l'estructura primària de la proteïna. Els aminoàcids marcats amb negreta representen el senyal de la proteïna que, com es pot veure, són els 23 primers.

[1] MQLPLALCLV CLLVHTAFRV VEGQGWQAFK NDATEIIPEL GEYPEPPPEL

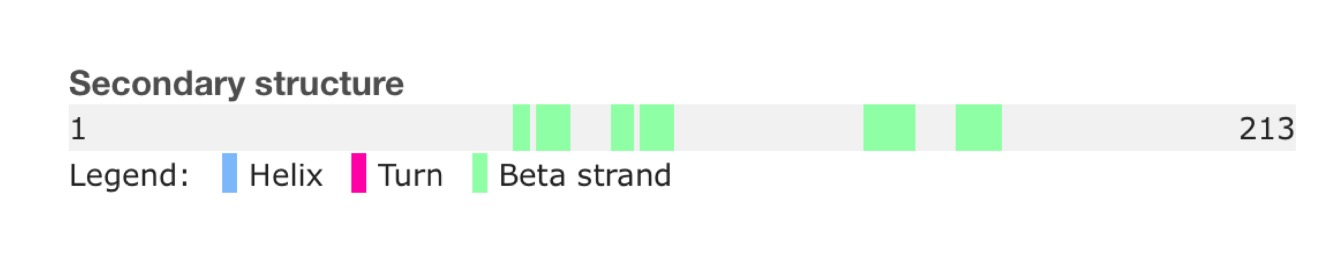
Estructura secundària. En verd es mostren les conformacions beta de la proteïna.

51 ENNKTMNRAE NGGRPPHHPF ETKDVSEYSC RELHFTRYVT DGPCRSAKPV
101 TELVCSGQCG PARLLPNAIG RGKWWRPSGP DFRCIPDRYR AQRVQLLCPG
151 GEAPRARKVR LVASCKCKRL TRFHNQSELK DFGTEAARPQ KGRKPRPRAR

201 SAKANQAELE NAY [213]

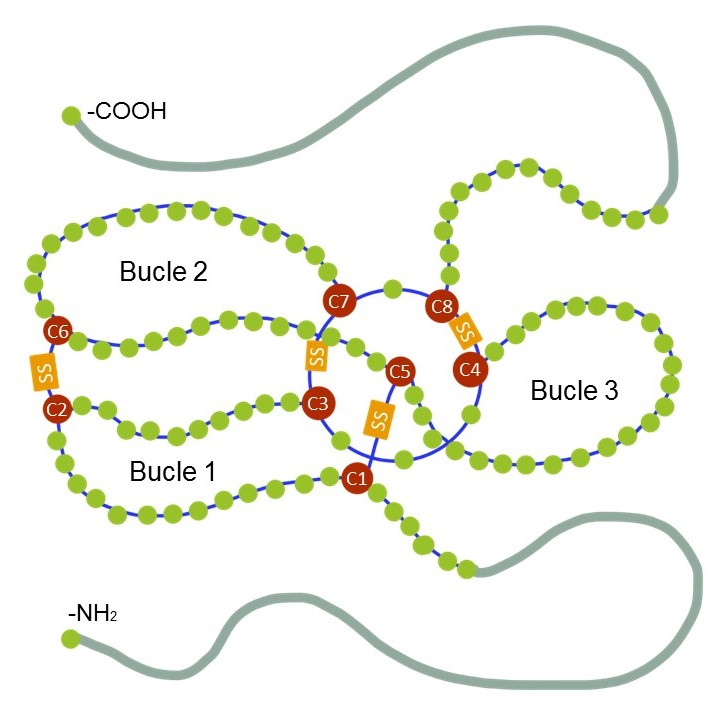
Estructura terciària de l'esclerostina. En ella, s'hi poden observar els bucles deguts als ponts disulfurs entre les cisteïnes.

Pel que fa a la seva estructura secundària, aquesta glicoproteïna està formada per dos parells de cadenes beta antiparal·leles. Tot i així, els seus extrems terminals (-N i -C) no han demostrat tenir una estructura definida.
L'estructura terciària de l'esclerostina es caracteritza per tenir un nus central de cisteïnes unides mitjançant ponts disulfur anomenat domini CTCK (C-terminal cystine knot-like domain). Es tracta d'un domini no globular que presenten diversos factors de creixement. Per tal de formar aquest nus, s'uneixen sis de les vuit cisteïnes (Cys) que formen l'esclerostina, l'últim parell de les quals forma un pont disulfur que s'enrosca cap enrere a través de l'anell per produir una figura estructural molt estable. A més a més de les sis cisteïnes, aquest nus central es compon entre vuit i catorze residus més.
En particular, trobem unides C1 (aa 57) amb C5 (aa 111); C3 (aa 82) amb C7 (aa 142); C4 (aa 86) amb C8 (aa 144). A més a més, la molècula presenta un altre enllaç disulfur entre C6 i C2, el qual no forma part del nus central (en els aminàcids anteriors no s'ha tingut en compte la seqüència senyal). Juntament amb aquest fet, l'estructura terciària de l'esclerostina, presenta un total de tres bucles a causa dels enllaços mencionats i d'altres.
Pel que fa a processos postraduccionals, l'esclerostina adquireix la seva configuració final en establir-se els ponts disulfur juntament amb un parell de glicosilacions als aminoàcids 53 i 175.
L'estructura d'aquesta biomolècula revela l'existència d'una zona d'unió amb l'heparàn sulfat, a més d'una zona hidrofòbica entre els bucles 1 i 3 que esdevé essencial per a la interacció amb altres proteïnes. Pel que fa al bucle 2, aquest ha resultat ésser idoni per a la unió amb un anticòs amb capacitat d'inhibir l'esclerostina amb finalitats terapèutiques. Mentre que la zona hidrofòbica aporta,a més a més, estabilitat al conjunt, els braços -N i -C terminal presenten un elevat grau de flexibilitat, característica que evidencia la seva importància dins l'estructura, possiblement com a estabilitzadors en les unions amb altres molècules.
La proteïna, en unir-se a l'heparina, modifica la seva configuració. Les similituds entre les estructures homòlogues de l'esclerostina i aquesta mateixa són reduïdes (<22%), fet que s'atribuiex a la presència d'aquest nus central.

## Funció
Aquesta biomolècula té la funció d'inhibir part de l'activitat osteoplàstia. D'aquesta manera es regula la densitat òssia en l'organisme. Aquest fet té lloc en fixar-se l'esclerostina a diferents receptors dels osteoblasts. L'esclerostina interactua amb el receptor LRP4 a través del domini extracel·lular; amb el receptor LRP5 a través dels dos primers dominis de repetició; i amb el receptor LRP6. D'aquesta forma, s'impedeix la formació del complex de senyalització de les BMPs (Bone Morphogenetic Proteins) i, com a resultat, queda la via metabòlica Wnt bloquejada.Aquesta via metabòlica és l'encarregada de regular la interacció entre cèl·lules durant la formació de teixits i també el seu creixement i proliferació, de manera que quan parlem de l'esclerostina, podem dir que s'encarrega de regular el creixement dels osteòcits.
Aleshores es diu que la esclerostina és un antagonista d'aquesta via particular. La capacitat inhibidora endògena de l'esclerostina és, per tant, molt atractiva com a diana terapèutica.

### Funcions moleculars
- Interaccionar selectivament i de forma no covalent amb l'heparina, un grup de glicosaminoglicans molt sulfatat que es troba principalment com un component intracel·lular dels mastòcits.
- Interaccionar de forma selectiva i no covalent amb un factor de transcripció, és a dir, qualsevol proteïna necessària per iniciar o regular la transcripció.La senyal Wnt està implicada en el procés biològic de la proliferació cel·lular, la diferenciació i l'apoptosi.

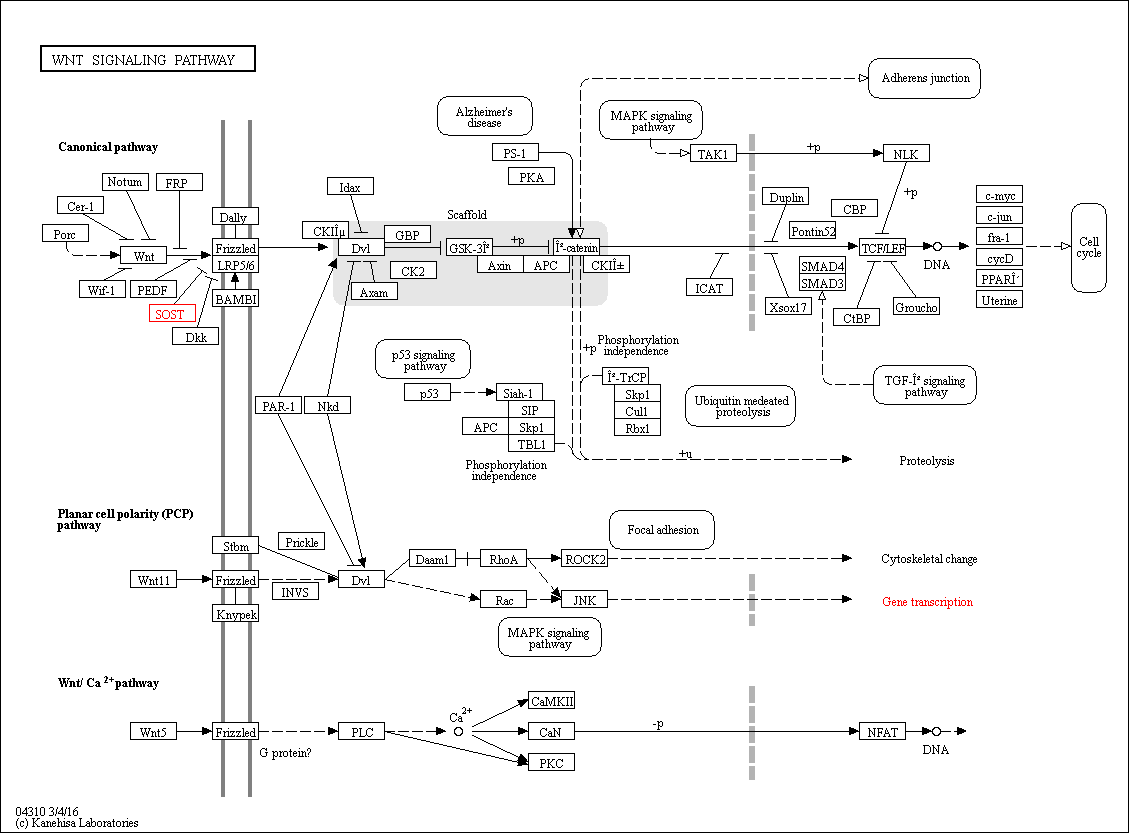
La senyal Wnt està implicada en el procés biològic de la proliferació cel·lular, la diferenciació i l'apoptosi.

### Processos biològics
- Resposta cel·lular a l'estímul de l'hormona paratiroidal.
- Regulació negativa de la via de senyalització de BMP.
- Regulació negativa de la via canònica de senyalització Wnt.
- Regulació negativa de la ossificació.
- Regulació negativa de la proteïna d'acoblament complex.
- Ossificació.
- Regulació positiva de la transcripció, l'ADN-templated.
- Resposta a estímul mecànic.
- Via de senyalització de Wnt.

## Rellevància en la Medicina
Quan el gen responsable de la correcta codificació de l'esclerostina, el gen SOST, pateix una mutació, la incorrecta expressió d'aquesta glicoproteïna pot ser la causant de malalties òssies com per exemple la displàsia craneodiafisaria autosòmica dominant (CDD), l'esclerosteosis o la malaltia de Van Buchem.
Pel que fa a la Displàsia Craneodiafisaria autosòmica Dominant (CDD), parlem d'una malaltia caracteritzda, com les anteriors, per una hiperostosi generalitzada massiva i, a més, d'esclerosi. Aquesta anomalia és especialment visible en el crani i els ossos facials i, a conseqüència de la compressió de nombrosos nervis, el pacient acostuma a presentar una disminució de la capacitat auditiva, visual i paràlisi facial. Destaca a més a més l'eixamplament desigual en ossos llargs com ara el fèmur. A nivell molecular, parlem d'una mutació puntual on la Valina (V) que ocupa la posició 21 en la seqüència és substituïda per una Leucina (L), fet que afecta a la secreció de la proteïna.
La malaltia de Van Buchem (VBD) és una malaltia autosòmica recessiva poc freqüent que afecta a la formació òssia causada per l'alteració funcional de la regió reguladora del gen SOST, de manera que es sintetitza esclerostina en excés. També pot ser degut a l'expressió disminuïda del gen. Això es manifesta en forma d'hiperostosi en alguns ossos, sobretot en el crani, la mandíbula, les clavícules i el maluc. Aquest creixement anormal pot derivar a altres problemes més greus com per exemple pèrdua d'oïda i vista degut a l'obstrucció de nervis facials.
L'esclerosteosis és també deguda a una mutació en el gen SOST, però a diferència de ser causada per una alteració funcional del regulador genètic, ho és per una pèrdua funcional de l'esclerostina. Es dona una pèrdua de funció perquè la cisteïna (C) en la posició 167 (144 sense tenir en compte els aminoàcids del senyal) queda substituïda per una arginina (R), per la qual cosa no es pot formar l'enllaç disulfúric entre cisteïnesi i, per tant, l'anell central característic de la molècula no es completa. Així doncs, es modifica la seva conformació en l'espai, conseqüentment no pot realitzar la seva funció. L'esclerosteosis és, llavors, el resultat de la pèrduda de funció de l'esclerostina.
La malaltia té uns efectes similars a la malaltia de Van Buchem, ja que el creixement més important dels ossos es dona al crani, que va creixent progressivament obstruint el pas dels nervis i donant lloc a paràlisi facial i sordera a més de la pressió lateral craneal, que pot arribar a ser letal. Normalment, però, els qui pateixen la malaltia de Van Buchem tenen més malformacions facials. Per altra banda, aquells qui tenen esclerosteosi acostumen a ser més alts i també resistents a les fractures òssies deut a la gran densitat de teixit dels seus ossos.
| Fenotip         | Mutació                                       |
| --------------- | --------------------------------------------- |
| Esclerosteosi 1 | SOST, GLN24TER                                |
| Esclerosteosi 1 | SOST, IVS1DS, A-T, +3 AND/OR IVS1AS, A-C, -67 |
| Esclerosteosi 1 | SOST, TRP124TER                               |
| Esclerosteosi 1 | SOST, ARG126TER                               |

Possibles mutacions mendelianes al gen SOST causants de l'esclerosteosi 1.
Per contra, altres individus pateixen osteoporosis, una malaltia en la qual els ossos es veuen afectats a causa d'una disminució de la densitat del teixit que els forma. Aquesta disminució és causada tant per la manca de proteïnes suficients que constitueixen la matriu com de les sals minerals de calci que conté. Per combatre aquesta malaltia, s'ha trobat que la inhibició de l'esclerostina pot ser una cura eficaç, ja que, d'aquesta manera, la massa òssia no es veuria limitada.

### Diferències entre l'esclerosteosi i la malaltia de Van Buchem
|                                          | Esclerosteosi               | Malaltia de Van Buchem  |
| ---------------------------------------- | --------------------------- | ----------------------- |
| Casos detectats                          | ±80                         | ±20                     |
| Edat de presentació clínica              | Infància                    | Pubertat                |
| Pronòstic                                | Altament mortal             | Comparativament benigna |
| Constitució corporal                     | Gegantisme                  | Estatura normal         |
| Aspecte de la cara                       | Distorsió                   | Mandíbula prominent     |
| Dentadura                                | Desalineada, amb maloclusió | Normal                  |
| Paràlisi del nervi cranial               | Molt comú                   | Poc freqüent            |
| Pressió intracranial                     | Elevada                     | Elevació dèbil          |
| Sindactília                              | Freqüent                    | Absent                  |
| Hipoplàsia d'ungles                      | Freqüent                    | Absent                  |
| Hiperostosi cranial                      | Elevada                     | Moderada                |
| Distorsió d'ossos tubulars, mans i peus. | Notable                     | Lleu                    |

De Beighton [1995], p. 234